# Ali Akbar Mohtashamipur
Ali Akbar Mohtashamipur o Mohtashami (1949-Teherán, 7 de junio de 2021) fue un clérigo chií iraní que participó activamente en la Revolución iraní en 1979 y más tarde fue designado ministro del interior de la República Islámica de Irán.  Era visto como el fundador del movimiento de Hezbolá en Líbano y uno de los elementos radicales que abogaban por la exportación de la revolución, en la jerarquía clerical iraní.
En un intento de asesinato israelí, perdió su mano derecha cuando abrió un libro cargado de explosivos.

## Biografía
Mohtashemi estudió en la ciudad santa de Náyaf donde pasó un tiempo considerable con su mentor, el ayatolá Ruhollah Jomeiní. También acompañó a Jomeini durante su período en el exilio tanto en Irak como en Francia. Cofundó un grupo armado en la década de 1970 con Mohammad Montazeri (hijo de Hosein Alí Montazerí) en Líbano y Siria, con el objetivo de ayudar a los movimientos de liberación en países musulmanes. 
Después de la revolución iraní, se desempeñó como embajador de Irán en Siria, cargo que desempeñó desde 1982 hasta 1986. Más tarde fue nombrado ministro del interior de Irán. Mientras era embajador en Siria, se cree que jugó un papel fundamental en la creación de la organización chiita radical libanesa Hezbolá, trabajando en el marco del Departamento de Movimientos de Liberación Islámica dirigido por el iraní Pasdaran. Mohtashami supervisó activamente la creación de Hezbolá, fusionando en ella los movimientos chiitas radicales existentes; el libanés al-Dawa; la Asociación de Estudiantes Musulmanes; y Al Amal al Islamiyya. En 1986, su "estrecha supervisión" de Hezbollah se interrumpió cuando la Oficina de Liberación Islámica fue reasignada al Ministerio de Relaciones Exteriores de Irán.  También se le describe por haber hecho un uso "liberal" de la valija diplomática como embajador, trayendo "cajas" de material de Irán. Permaneció entre los partidos radicales de línea dura incluso cuando fue elegido ministro del Interior en el gobierno de Jomeiní.
En 1989 el nuevo presidente iraní, Akbar Hashemí Rafsanyaní, expulsó a Mohtashami de la oficina de Líbano del Ministerio de Relaciones Exteriores de Irán y lo reemplazó con su hermano Mahmud Hashemi. Esto fue visto como una indicación de la degradación de Irán de su apoyo a Hezbolá y a una política exterior revolucionaria en general. 
En agosto de 1991 recuperó parte de su influencia cuando se convirtió en presidente del comité de defensa de la Asamblea Consultiva Islámica.

Más controvertido, se piensa que Mohtashami
haber desempeñado un papel activo, con la inteligencia militar siria y de Pasdaran, en la supervisión de los ataques suicidas con bomba de Hezbollah contra la embajada estadounidense en Beirut en abril de 1983, los contingentes estadounidense y francés de la MNF en octubre de 1983 y el anexo de la embajada estadounidense en septiembre de 1984, 
y por haber desempeñado un papel decisivo en el asesinato del teniente coronel William R. Higgins, jefe estadounidense del grupo de observadores de la Organización de las Naciones Unidas para la Supervisión de la Tregua (ONUVT) en el Líbano, que fue tomado como rehén el 17 de febrero de 1988 por libaneses proiraníes radicales chiitas. Se dice que el asesinato de Higgins provino de órdenes emitidas por radicales iraníes, sobre todo Mohtashemi, en un esfuerzo por evitar una mejora en la relación entre Estados Unidos e Irán.
Si bien Mohtashami fue un fuerte oponente de la influencia occidental en el mundo musulmán y de la existencia del estado de Israel, también fue un partidario y asesor del presidente reformista iraní Mohammad Jatamí, famoso por haber defendido la libertad de expresión y los derechos civiles. Mohtashemi volvió a aparecer en las noticias occidentales en 2000, no como un radical de línea dura sino por negarse a comparecer ante un tribunal en Irán después de que su periódico pro reforma, Bayan, fuera prohibido.
Behzad Nabavi y Ali Akbar Mohtashami fueron algunos de los que el consejo de los Guardianes impidió participar en las elecciones del Majlis. 

### Intento de asesinato
En 1984, después de los atentados de Beirut, Mohtashami recibió un paquete que contenía un libro sobre los lugares sagrados chiitas cuando se desempeñaba como embajador iraní en Damasco. Cuando abrió el paquete, éste detonó, voló su mano y lo hirió gravemente. Mohtashami fue trasladado a Europa y sobrevivió a la explosión para continuar con su trabajo. La identidad de los perpetradores del ataque fue desconocida durante mucho tiempo, pero en 2018 Ronen Bergman, en su libro Rise and Kill First, reveló que los israelíes estaban detrás del intento de asesinato. El primer ministro israelí, Isaac Shamir, firmó personalmente la orden de asesinato, después de que la diera el director del Mosad, Nahum Admoni. 
Murió el 7 de junio de 2021 a la edad de 74 años debido a complicaciones de COVID-19.